# Rozvád
Rozvád (szlovákul Rozvadze) Trencsénsztankóc településrésze, korábban önálló község Szlovákiában, a Trencséni kerületben, a Trencséni járásban.

## Fekvése
Trencséntől 9 km-re délnyugatra, a Vág bal oldalán fekszik. Trencsénsztankóc nyugati részét alkotja.

## Története
1212-ben „terra Rozowag” néven említik először írásban. Később „Rozvacz”, „Raxowag”, „Roswas” alakban bukkan fel a neve. II. András király a Szentgyörgyi és Bazini grófoknak adományozta, de már IV. Béla uralkodása alatt a gróf Cseszneky család birtokába került. Később a trencséni Demján és Pribic családé. A 16. század végén határa a trencséni váruradalom része volt. Ebben az időben a nagybiróci uradalmi központból igazgatták. 1663-ban a települést felégette a török. 1746-ban önálló uradalmi major lett. Lakói mezőgazdasággal, halászattal foglalkoztak, melynek nagy hagyományai voltak a településen.
A 18. század végén Vályi András így ír róla: „ROZVÁCZ. Tót falu Trentsén Várm. fekszik Krivosudhoz nem meszsze; határja jó.”
Fényes Elek 1851-ben kiadott geográfiai szótárában így ír a településről: „Rozvadz, tót falu, Trencsén vgyében, a dubniczi uradalomban: 186 kath., 16 evang. lak. Ut. p. Trencsén.”
1877-ben a falunak két kocsmárosa, ezen kívül uradalmi pálinkafőzdéje is volt. 1880-ban 174 lakosából 159 szlovák anyanyelvű volt. 1890-ben 159 lakosából 144 szlovák és 15 egyéb anyanyelvű volt. 1900-ban 182 lakosából 177 szlovák és 1 magyar anyanyelvű. 1910-ben 217 lakosából 201 szlovák és 7 magyar anyanyelvű. A trianoni békéig Trencsén vármegye Trencséni járásához tartozott.
1921-ben 255 lakosából 248 csehszlovák volt. 1930-ban 295 lakosa mind csehszlovák volt. 1970-ben 472 lakosából 469 szlovák volt. 1972-ben egyesítették Kisszaniszlóval, Nagyszaniszlóval és Vágszállással.

## Külső hivatkozások
- Rozvád Szlovákia térképén

## Lásd még
- Trencsénsztankóc
- Kisszaniszló
- Nagyszaniszló
- Vágszállás